# Giovanni Coppa
Giovanni Coppa (Alba, 9 novembre 1925 – Roma, 16 maggio 2016) è stato un cardinale e arcivescovo cattolico italiano.

## Biografia
Si è laureato all'Università Cattolica del Sacro Cuore in lettere moderne con una tesi sull'iconografia della Santissima Trinità dalle origini al XIV secolo.
Il 2 luglio 1949 è stato ordinato presbitero.
Dal 1952 è collaboratore della Santa Sede nella Curia romana, chiamato al servizio della Cancelleria Apostolica; nel 1958 è stato trasferito alla Segreteria di Stato. Al Concilio Vaticano II ha prestato la sua opera come esperto latinista per le traduzioni e le redazioni dei documenti. Nel 1965 è stato nominato da papa Paolo VI canonico onorario della Basilica Vaticana.
Il 1º dicembre 1979 è stato nominato delegato per le rappresentanze pontificie ed eletto arcivescovo titolare di Serta e il 6 gennaio 1980 ha ricevuto la consacrazione episcopale da papa Giovanni Paolo II.
Il 30 giugno 1990 è stato nominato nunzio apostolico in Cecoslovacchia. Il 1º gennaio 1993, in seguito alla divisione della Cecoslovacchia, è divenuto nunzio apostolico in Repubblica Ceca e Slovacchia. Ha rinunciato all'incarico di nunzio a Bratislava il 2 marzo 1994, rimanendo invece nunzio a Praga fino al 19 maggio 2001. Il 16 giugno 2001 la città di Drysice, in occasione dell'ottavo centenario della sua fondazione, gli ha conferito la cittadinanza d'onore.
È stato creato cardinale nel concistoro del 24 novembre 2007 da papa Benedetto XVI, con il titolo della diaconia di San Lino.
Il 28 agosto 2008 ha presieduto il rito dell'apertura della porta santa durante la Perdonanza Celestiniana.
Negli ultimi anni di vita ha risieduto nella Città del Vaticano, nel Palazzo dei Canonici, assieme al clero della Basilica Vaticana.
È deceduto nella casa di cura Villa Luisa a Roma il 16 maggio 2016 all'età di 90 anni.
Le esequie si sono tenute il 18 maggio alle ore 15 all'altare della Cattedra della basilica di San Pietro. La liturgia esequiale è stata celebrata dal cardinale Angelo Sodano, decano del Collegio cardinalizio. Al termine della celebrazione papa Francesco ha presieduto il rito dell'ultima commendatio e della valedictio. La salma è stata poi tumulata nella cappella del Capitolo Vaticano al cimitero del Verano.

## Genealogia episcopale
La genealogia episcopale è:
- Cardinale Scipione Rebiba
- Cardinale Giulio Antonio Santorio
- Cardinale Girolamo Bernerio, O.P.
- Arcivescovo Galeazzo Sanvitale
- Cardinale Ludovico Ludovisi
- Cardinale Luigi Caetani
- Cardinale Ulderico Carpegna

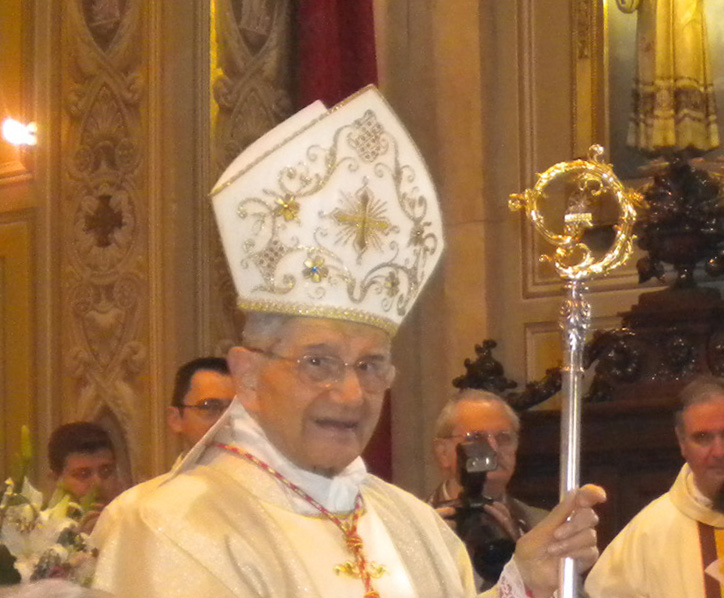
Il cardinale Coppa durante una celebrazione il 13 maggio 2012 a Cavenago d'Adda in occasione del 350º anniversario dell'apparizione della Madonna della Costa. Il pastorale che tiene in mano è quello di Giovanni Battista Rota, vescovo di Lodi tra Ottocento e Novecento.

- Cardinale Paluzzo Paluzzi Altieri degli Albertoni
- Papa Benedetto XIII
- Papa Benedetto XIV
- Papa Clemente XIII
- Cardinale Enrico Benedetto Stuart
- Papa Leone XII
- Cardinale Chiarissimo Falconieri Mellini
- Cardinale Camillo Di Pietro
- Cardinale Mieczysław Halka Ledóchowski
- Cardinale Jan Maurycy Paweł Puzyna de Kosielsko
- Arcivescovo Józef Bilczewski
- Arcivescovo Bolesław Twardowski
- Arcivescovo Eugeniusz Baziak
- Papa Giovanni Paolo II
- Cardinale Giovanni Coppa